# Eusmilus

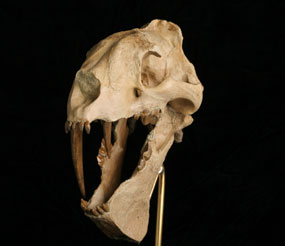
Crânio de Eusmilus

Eusmilus ('verdadeiro sabre') é um gênero pré-histórico de nimravid que viveu na Europa durante o final do Eoceno ao início do Oligoceno.